# Roulez mon z'aviron

Roulez mon z'aviron est une chanson en créole Réunionnais interprétée pour la première fois dans les années 1930 par le chanteur Georges Fourcade, surnommé le barde créole de La Réunion. Très connue dans cette île du sud-ouest de l'océan Indien dont elle décrit la vie portuaire et la misère de ses différents acteurs, ce titre dont les paroles sont teintées de mélancolie se chante sur une musique entraînante du folklore portugais arrangée par Frédéric Maydell Legras. Elle fut inspirée à son auteur par un vieux Cafre centenaire de Saint-Denis, personnage original dont le surnom, Caf' Francisco, est cité dès le premier vers.

## Origines
D'après Christophe David et Bernadette Ladauge, auteurs d'un ouvrage sur la musique réunionnaise du XXe siècle, le Caf' Francisco était, « par son originalité et son grand âge, cent ans et plus, une figure légendaire du Saint-Denis des années 30 ». De son vrai nom Francisco de Dacounias, ce Cafre était un témoin vivant de la seconde abolition de l'esclavage à La Réunion. De fait, d'après une histoire qu'il se plaisait à raconter, il reçut « personnellement » du gouverneur Joseph Napoléon Sébastien Sarda Garriga, à cette occasion, l'autorisation de pénétrer dans la cathédrale de Saint-Denis avec des chaussures, un privilège qui, avant le 20 décembre 1848, était réservé aux individus libres. Depuis lors, le Caf' Francisco venait tous les dimanches jusqu'à l'édifice religieux et se chaussait avant d'y entrer, ayant par ailleurs conservé l'habitude de marcher pieds nus.
À la fin de son existence, le Caf' Francisco arpentait la ville en chantant, jouant du bobre, tapant sur les bancs et faisant rire les jeunes filles... Il vivait, toujours selon Christophe David et Bernadette Ladauge, sur un terrain vague à proximité de l'actuelle rue Tourette, dormant à l'abri du creux d'un vieux tamarinier. C'est à cette époque que Georges Fourcade le rencontra et qu'il apprit l'histoire de cet homme qui se définissait comme un « Européen noir ». Fils d'un père cuisinier pour le gouverneur du Portugal, il avait été garçon boucher à Saint-Denis après avoir été « rouleur de z'avirons » au Port, c'est-à-dire rameur. Le chansonnier immortalisa son histoire par un morceau interprété sur une musique inspirée du folklore portugais et qui décrit les malheurs de la population concentrée autour du port de la Pointe des Galets : outre la rudesse du travail du personnage principal, dont les refrains sont la complainte, la prostitution et l'alcoolisme y sont également évoqués.

## Annexe